# Gymnasion

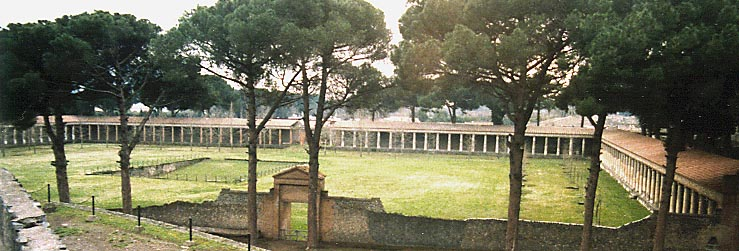
Gymnasium van Pompeï, gezien vanaf de top van de stadiummuur. De verdieping links in het midden werd met water gevuld, voor oefeningen zwemmen gebruikt en om zeeslagen in na te spelen.

Het gymnasion (Oudgrieks: γυμνάσιον, gymnásion, meervoud gymnasia) van de oude Grieken, in het Nederlands ook wel gymnasium genoemd, functioneerde oorspronkelijk als de school waar deelnemers aan de Panhelleense Spelen hun training hielden alsook een plaats waar men elkaar ontmoette en zich in intellectuele gesprekken mengde. 
Het gymnasion werd zo genoemd omdat de sporters naakt (γυμνός / gymnos) oefenden. Dit had tot doel de waardering voor het lichaam te bevorderen, maar maakte ook homoseksuele gevoelens tussen de deelnemers aan de training los. De gymnasia en palaistrai (παλαίστρα / palaistra) stonden onder de bescherming van Herakles, Hermes en – in Athene – Theseus.

## Etymologie van het woord gymnasion
Het woord gymnasion is Grieks voor 'plaats om naakt te zijn' en is afgeleid van het Griekse woord voor naakt: gymnos. Gymnasium is de gelatiniseerde vorm van dit woord. Historisch gezien was het een plaats om sport te trainen en om zich te baden, men baadde zich er in het bijzonder met elkaar.
In 1598 werd de vertaling van 'plaats om naakt te zijn' veranderd in 'plaats van oefening'. De afkorting 'gym' werd in 1871 geïntroduceerd. Het Griekse woord gymnastikos, voor het eerst in 1594 in 'gymnast' gebruikt, duidde voortaan iemand aan, die bedreven in de lichamelijke oefening was, maar niet langer noodzakelijk naakt.

## Organisatie van de Oud-Griekse gymnasia

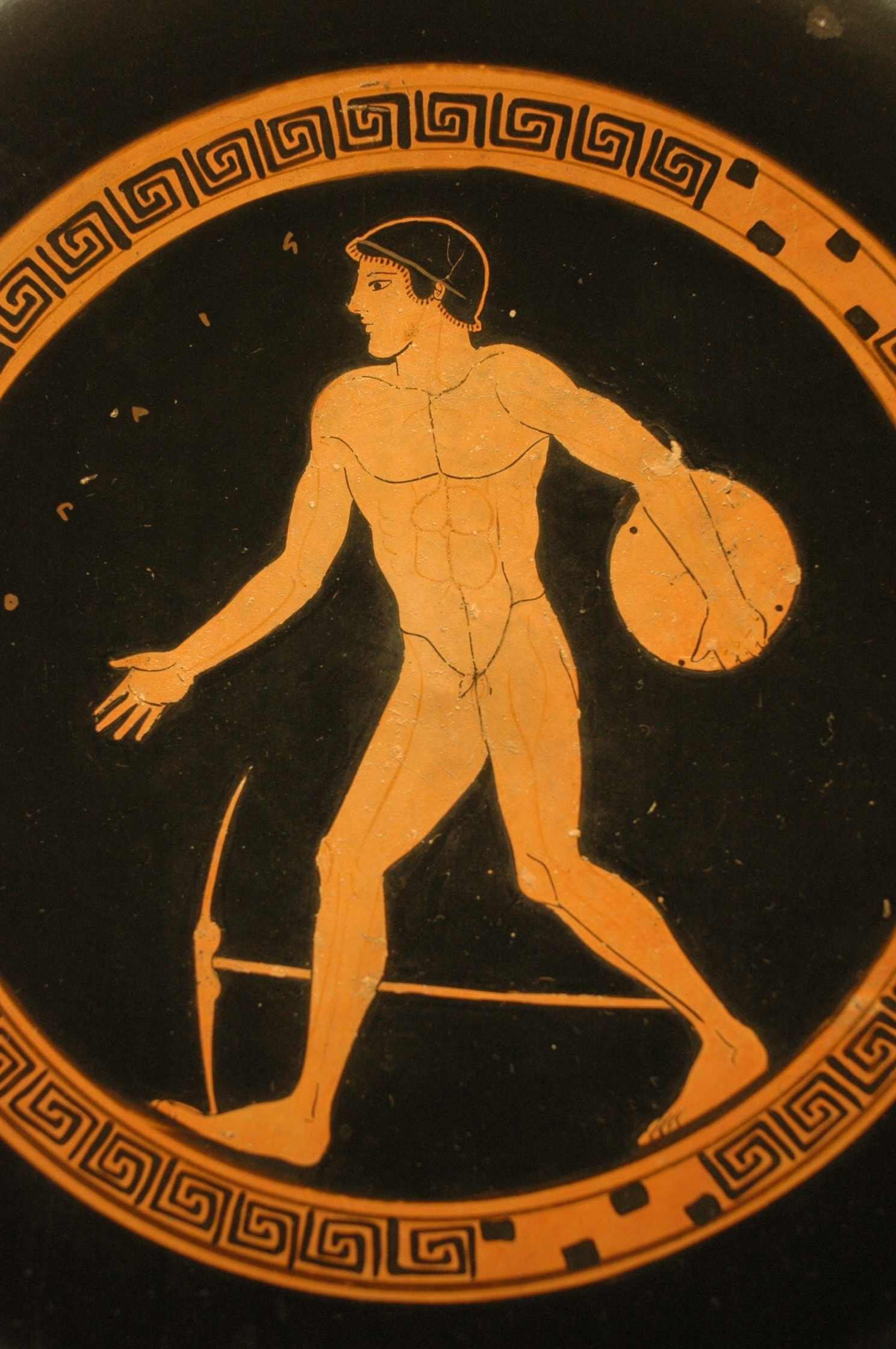
Discuswerpen in het gymnasion, de pikhouweel dient om de aarde los te maken
ca. 490 v.Chr, Louvre

Het gymnasion vormde een publiek instituut als een privé-school waar jongens een training ontvingen in fysieke oefeningen. De aanduiding palaistra voor ongeveer hetzelfde was dat deel van het gymnasion dat voor worstelen en boksen bestemd was. Het Grieks onderscheidde vaak het gymnasion van de palaistra. Het gymnasion was meestal voor efeben, epheboi, en volwassenen bestemd, terwijl de palaistra voor de opvoeding van kinderen was gereserveerd. Daarenboven is het gymnasion een publiek gebouw, terwijl de palaistra vaak een privé-school was. Tot slot moet er nog op worden gewezen dat het woord gymnasion vaak het geheel van sportieve installaties, de palaistra, de belendende uitrusting, zoals latrines, lavabo's, oliemagazijnen, zoutmagazijnen en massagezalen en nog het stadion, de hardloopbaan, aanduidt.

### Oorsprong
De wedstrijden atletiek waarvoor het gymnasion de middelen voor training en oefeningen leverde, vormden deel van het sociale en geestelijke leven van de Grieken van de vroegste tijden. Zij vonden plaats ter ere van helden en goden, soms maakten ze deel uit van een periodiek festival, soms van de begrafenisriten van een overleden leider. In de loop van de tijd geraakten de Grieken meer gehecht aan hun sporten, hun actieve vrije tijd, die in grote mate in de open lucht plaatsvond, zodat het bijna een passie werd. De overwinnaar in eender welke atletiekwedstrijd werd door zijn medeburgers met eer en respect beloond, hoewel hij geen geldprijs won. Een overwinning in de godsdienstige festivals werd als een eer voor de hele staat gezien. In deze omstandigheden werd de training van deelnemers aan deze grotere spelen een kwestie van publiek belang en dienovereenkomstig werden speciale gebouwen door de staat, en hun bestuur, aan openbare ambtenaren toevertrouwd.
De voorschriften van het gymnasion in Athene werden door Pausanias (I 39 3.) aan Theseus toegeschreven. Solon maakte verscheidene wetten over dit onderwerp, maar volgens Claudius Galenus werd het pas in de tijd van Cleisthenes tot een systeem omgevormd. Het begin van de verschillende regimes lichamelijke oefening zijn niet precies bekend, maar het gebruik van het naakt oefenen begon in de 7e eeuw v.Chr. Er wordt gezegd dat het bij de Doriërs in Sparta is begonnen en er zijn verschillende theorieën over het begin, maar men meent dat de voornaamste reden de sublimatie van het mannelijke lichaam was. Het wordt ook gedacht dat dat het doel van het insmeren met olie van het lichaam was, een gewoonte die zo duur was dat ze beduidende publieke en private subsidies vereisten. Het was de belangrijke uitgave in de gymnasia.
Deze waardering van de schoonheid van het mannelijke lichaam, tegelijk naakt en met olijfolie nog mooier gemaakt, kan niet los worden gezien van de erotische relaties tussen volwassen mannen en opgroeiende jongens, die er voorkwamen. Deze homoseksuele contacten vonden haar oorsprong in de vroege 7e eeuw v.Chr., in de opvoeding in Sparta, maar verspreidde zich vandaar al vlug naar de andere poleis.

### Organisatie in Athene
In Athene werden jaarlijks tien gymnasiarchoi, een van elke stam, aangesteld. Deze vervulden om beurten de plicht die bij hun ambt hoorde, wat inhield dat ze de atleten die voor de wedstrijden trainden onderhielden en betaalden, de spelen tijdens de grote Atheense festivals leidden, algemeen toezicht over de moraal van de jeugd uitoefenden en het gymnasion versierden en onderhielden. Dit ambt hoorde bij de gewone publieke dienst. Van de ambtsdragers werd een grote bijdrage verwacht. Onder hen waren tien sophronistai, wier plicht het was de houding van de jeugd te allen tijde te controleren, en in het bijzonder om bij alle spelen waaraan zij meededen aanwezig te zijn.
De praktische leeroefeningen en de selectie van de geschikte oefeningen voor elke jonge deelnemers waren in handen van de paedotribai en gymnastai. Deze laatstgenoemden konden de prestaties met elkaar vergelijken en bepalen wie er ongeschikt waren. De aleiptai smeerden de jongens met olie in, wreven stof op hun lijven en zorgden voor hun gezondheid. Volgens Galenus was er ook een leraar voor de verscheidene balspelen.

### Gebouwen

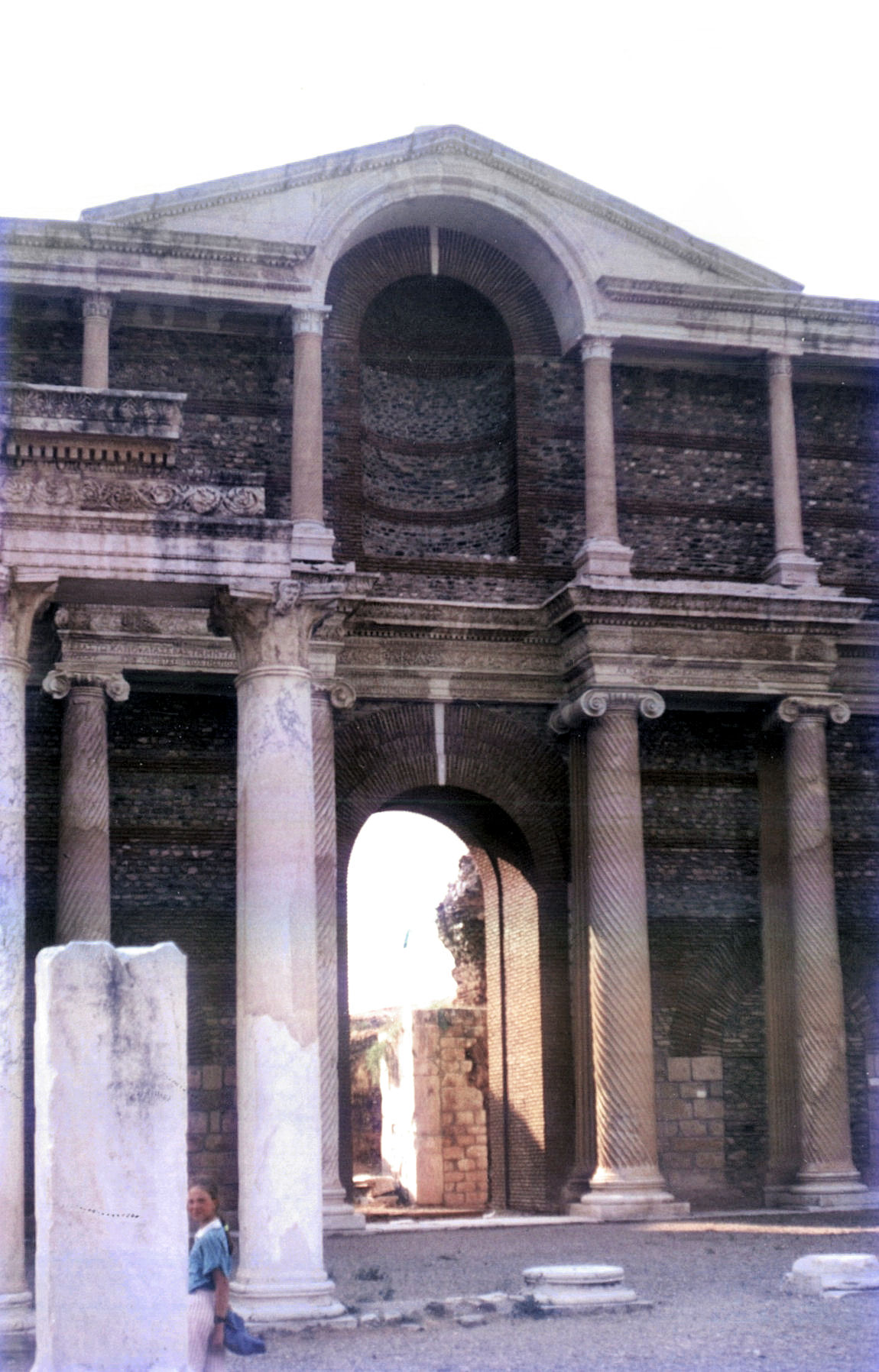
Het gymnasion van Sardes is een oud hellenistisch gebouw.

In de gebouwen waar de sport werd beoefend waren er ook baden, portieken voor gebruik bij slecht weer en overdekte portieken waar filosofen en letterkundigen openbare lezingen hielden en disputen voorlazen. Er waren in de gymnasia behalve de ruimten voor sport ook bibliotheken. Alle gymnasia van Athene stonden omdat zij zo groot waren, buiten de muren van de stad.
Vitruvius (V 11.) geeft een gedetailleerde beschrijving van het gebruikelijke grondplan van de gymnasia. Deze bron wordt aangevuld door epigrafische bronnen en archeologische vondsten, zoals het kleinere gymnasion van Priëne uit de hellenistische periode, ca. 130 v.Chr. Het gymnasion werd het teken bij uitstek van het hellenisme en was dan ook een doorn in het oog van de vrome joden toen in 175 v.Chr. de Seleucidische vorst Antiochus IV een gymnasion in Jeruzalem bouwde:

13. en enkelen uit het volk verklaarden zich bereid naar de koning te gaan. Deze gaf hun toestemming vreemde wetten en gebruiken in te voeren. 14 Zo bouwden zij in Jeruzalem een sportschool (= gymnasion) zoals dat bij de heidense volken gebruikelijk was.

Men treft gymnasia van Massilia tot in de Krim aan, alsook in de dorpen van het Fajoem in het Macedonische Egypte en het Ptolemeïsche rijk.

## Ontwikkeling en nalatenschap

### Historische ontwikkeling
Het gymnasion van de Grieken werd al snel meer dan een instelling die uitsluitend aan de atletische oefeningen was gewijd. Het werd al spoedig voor meer culturele activiteiten gebruikt, wat natuurlijk ook ten dele kwam door het feit dat de Grieken het belang van de lichamelijke oefening in de opvoeding onderkenden en het verband tussen oefening en gezondheid inzagen. Het gymnasion werd enerzijds met de opvoeding verbonden en anderzijds met de geneeskunde. Daardoor maakte de training van het lichaam en de zorg voor de gezondheid van de jongens een belangrijk deel van de vroegere Griekse opvoeding uit. Behalve de tijd die aan de letteren en muziek werd besteed, werd de opvoeding van de jongens in de gymnasia ter hand genomen, niet alleen fysiek, maar ook moreel werden ze getraind. Wanneer ze ouder werden, kregen de retoriek en de sociale vorming meer aandacht in de opvoeding. Filosofen en sofisten kwamen samen om te spreken en voordrachten in de gymnasia te houden, die behalve voor de lichamelijke oefening ook voor de geestelijke vorming belangrijk werden.
In Athene waren er drie grote openbare gymnasia: de Akademeia (Ἀκαδημία. Akadêmia), het Lykeion (Λύκειον, Lykeion) en de Cynosarges (Κυνόσαργες, Kynosarges) - die elk aan hun eigen god waren gewijd en een standbeeld voor die god hadden. Ze werden alle drie hun filosofische stroming bekend. Plato's leerstelling in de Akademia gaf onsterfelijkheid aan dit gymnasion, Aristoteles' roem straalde van het Lyceum af en de Cynosarges was het door de Cynici druk bezochte gymnasion.

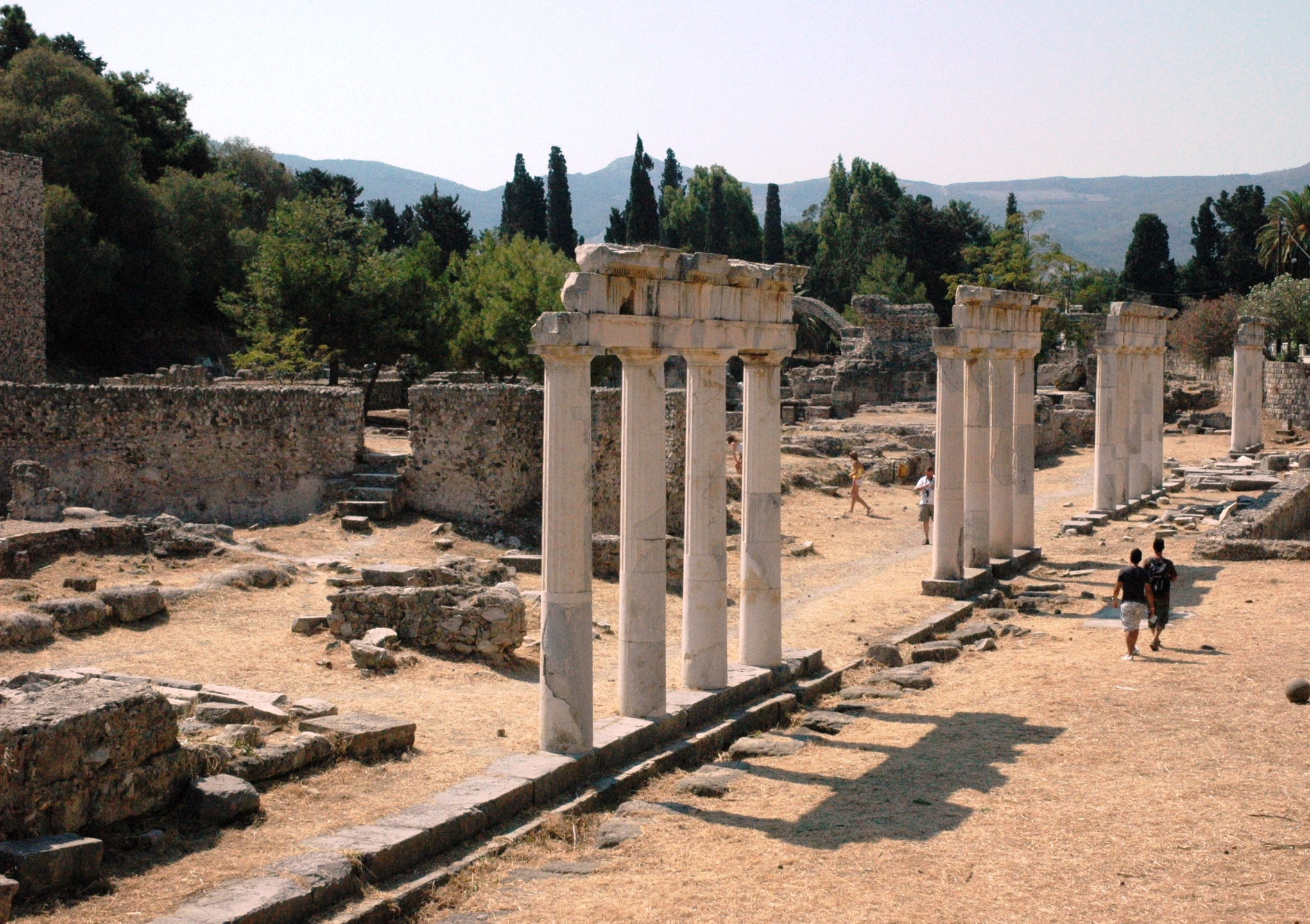
Het gymnasion op Kos

Plato besteedt wanneer hij het over de opvoeding heeft veel aandacht aan het gymnastisch aspect en volgens Plato was het de sofist Prodicus die als eerste het verband tussen lichaamsoefeningen en gezondheid aantoonde. Hij vond dergelijke oefeningen heilzaam voor zijn eigen zwakke gezondheid en gaf een methode, die later algemeen werd aanvaard en door Hippocrates verbeterd. Galenus legt de nadruk op het gepaste gebruik van gymnastiek en bij bijna alle antieke medische schrijvers vinden we speciale oefeningen als behandeling voor speciale ziekten.

### Klassieke nalatenschap
De Griekse instelling van het gymnasion werd bij de Romeinen nooit populair. Zij vonden de training van de jongens verachtelijk, beschouwden het als bevorderlijk voor de luiheid en zedeloosheid en van weinig nut voor militairen. Dit ondanks dat in Sparta de oefeningen in het begin vooral voor de militaire strijd waren bedoeld, de lichamelijke kracht moesten bevorderen nodig voor het gebruik van wapens en de recruten moesten harden tegen ontbering. In het Romeinse Rijk tijdens de republiek, namen de spelen op het Marsveld, de plichten van het kampleven en de gedwongen mars en andere ontberingen van de eigenlijke oorlogvoering, de plaats van de oefeningen gymnastiek van de Grieken in. Het eerste publieke gymnasium te Rome werd door de Nero, die een groot bewonderaar van het oude Griekenland was, gebouwd en een andere door Commodus. In de middeleeuwen, hoewel steekspelen en prestaties van ruiterkunst en verschillende soorten veldsporten populair waren, werd de meer training van de Grieken van het gymnasion opgegeven. Het belang ervan, door Hippocrates en Galenus kennelijk begrepen, ging verloren.

## Voetnoten
1. ↑  Pausanias, IV 32.1.
2. ↑  (en)  Plato, Nomoi 636c; T.F. Scanlon, The Dispersion of Pederasty and the Athletic Revolution in Sixth-Century BC Greece, in B.C. Verstraete - V. Provencal (edd.), Same-Sex Desire and Love in Greco-Roman Antiquity and in the Classical Tradition of the West, San Francisco, 2005, pp. 63-86.
3. ↑  (en)  J. Burnet, Plato's Euthyphro, Apology of Socrates, and Crito, Oxford, 1924, p. 7.
4. ↑  (grc)  Politeia III en verscheidene delen van Nomoi, Wetten